# Necrópolis judía de Lucena
La necrópolis judía de Lucena es un yacimiento funerario en el municipio español de Lucena, en la provincia de Córdoba. Con una superficie de más de 3.700 metros cuadrados, se trata de la mayor necrópolis judía excavada y la mejor conservada en Europa. Su descubrimiento y puesta en valor permitieron que Lucena accediera a la Red de Juderías de España.

## Historia
El hallazgo se remonta al 20 de octubre de 2006, durante la construcción de la nueva Ronda Sur por el municipio, cuando un ciudadano que paseaba por el cerro Hacho con su perro descubrió que regresaba con un fémur humano en la boca. Tras avisar a la Policía y al arqueólogo municipal, se certificó que se había encontrado un cementerio judío de entre los años 1000 y 1050, fecha de mayor esplendor de la cultura judía en Lucena, cuando era conocida como Eli Ossana, la "Perla de Safarad".
Aparecieron un total de 346 tumbas, de las cuales 196 contenían restos humanos, cuya orientación gira hacia Jerusalén. Entre ellos apareció los de un varón que medía entre 2 y 2,20 metros, altura insólita en la época, pudiendo haber sufrido gigantismo. Los restos fueron estudiados por la Universidad de Granada. Además, se encontró una de las muy escasas lápidas judías en la Península ibérica, hoy expuesta en el Centro de Interpretación de Lucena, datada entre los siglos VIII y IX con inscripciones hebreas y analizada por el doctor en Filología Semítica Jordi Casanovas Miró. 
Los cuerpos fueron exhumados, hecho que provocó la queja de la comunidad judía, incluso con una pequeña manifestación durante la visita del exministro de Exteriores Miguel Ángel Moratinos a la ONU impulsada por el gobierno israelí. Por lo tanto, en diciembre de 2011 se decidió a la reinhumación de los restos siguiendo el ritual judío y apoyado por la Federación de Comunidades Judías de España, por lo que el lugar continúa siendo un lugar sagrado.
Con el objetivo de abrir el yacimiento al público, se realizó un vallado perimetral de la zona, un muro de las lamentaciones y se instalaron paneles informativos sobre la escuela talmúdica y la comunidad sefardí en España y Lucena. Asimismo, se han recreado cuatro tipo de tumbas representando los diferentes métodos de enterramientos hallados en el lugar: inhumación, en fosa simple o doble y con nicho o covacha lateral tapada con lajas o tégulas romanas. Tras todas estas operaciones, la necrópolis se abrió al público el 27 de septiembre de 2013, siendo la única visitable junto a las de Segovia y Plasencia.

## Centro de interpretación
En septiembre de 2023 se adjudicaron 21.000 euros para la construcción de una estructura prefabricada habilitada con un espacio para la atención al público, una sala de proyección y un aseo.